# Franco Capuana
 (avril 2025).
Si vous disposez d'ouvrages ou d'articles de référence ou si vous connaissez des sites web de qualité traitant du thème abordé ici, merci de compléter l'article en donnant les références utiles à sa vérifiabilité et en les liant à la section « Notes et références ».
 (avril 2025).
Pour les articles homonymes, voir Capuana.
Franco Capuana (Fano dans la province de Pesaro et d'Urbino le 29 septembre 1894, Naples, le 10 décembre 1969) est un chef d'orchestre italien.

## Biographie
Fils de Joseph et de Maria Michela Guarino à Fano, où son père, chef de musique militaire était en poste, Franco Capuana est un descendant de l'écrivain Luigi Capuana. Jeune, il a commencé à étudier la musique, comme ses sœurs Maria Capuana (en) (qui deviendra célèbre comme mezzo-soprano en Italie et à l'étranger) et Celeste Capuana (musicienne appréciée et professeur de piano au Conservatoire de Naples). En 1905, âgé de onze ans seulement, il a gagné une bourse pour entrer dans la classe d'harmonie et de composition au Conservatoire de San Pietro a Majella de Naples, mais par manque de place, il a fréquenté pendant deux ans la classe de cor du maître De Angelis, suivant à titre privé les cours d'harmonie de Camillo De Nardis (it), dans la classe duquel il est entré ensuite comme interne. Il a également étudié le piano avec Alessandro Longo, l'histoire de la musique avec Nicola D'Arienzo (it), et l'esthétique musicale avec Fausto Torrefranca. Le 6 mai 1915, alors qu'il était encore étudiant, il a remporté le prix de composition Gianturco et a obtenu son diplôme en juin de cette année, en présentant pour l'examen final, une scène lyrique, très appréciée par le jury; puis il a fait représenter avec succès l'opérette La piccola irredenta sur un livret de René d'Andrea (Naples, théâtre Eldorado, octobre 1915), qui avait pour protagoniste la célèbre chanteuse Florica Cristoforeanu.
Déjà à l'hiver 1915, la formation complète reçue au conservatoire de Naples et ses talents propres lui ont permis de signer son premier contrat en tant qu'adjoint de Franco Ghione (en) à Reggio d'Émilie. En 1916, il était au théâtre Storchi de Modène comme adjoint de Giovanni Zuccani, et il a rapidement été demandé par d'autres théâtres. En 1917, après avoir été adjoint de G. Padovani, et F. Deliliers, il a été invité par Pietro Mascagni qui le voulait comme adjoint, pour la représentation de Lodoletta à La Spezia. Après une interruption forcée en avril 1918, puisqu'il a été appelé au service militaire, il a de nouveau été demandé par Mascagni qui le voulait comme son adjoint au Lirico de Milan pour la première représentation dans cette ville de Lodoletta et Guglielmo Ratcliff. Embauché en août de cette année comme adjoint au théâtre Armani Grande de Brescia, il a dirigé avec beaucoup de succès auprès des critiques et du public en remplacement du chef titulaire, la Fanciulla del West de Puccini et de Manon de Massenet. Pendant ce temps il a continué à se consacrer à la composition, et a écrit les opéras Il Falcone et Varsavia et une sonate pour violon et piano. Il est ensuite retourné au Lirico de Milan avec Mascagni, qui l'a engagé comme son premier adjoint au Teatro San Carlo de Naples, en l'imposant à la direction du théâtre pour la saison 1918-1919.
En 1917, au Teatro Costanzi de Rome, il dirige Pagliacci et Cavalleria rusticana.
En 1919, au Teatro Donizetti de Bergame, il dirige I dispettosi amanti de Attilio Parelli (en)
En 1925, il dirige La Bohème avec Rosetta Pampanini et La Traviata à Bergame.
En 1928, au Teatro Regio de Turin, il dirige Falstaff avec Mariano Stabile, Alessio De Paolis (en), Francesco Dominici (en) et Ernesto Badini (en).
En 1929, il dirige au Teatro Regio de Turin, Debora e Jaele (it), Fra Diavolo avec Aureliano Pertile, Lucia di Lammermoor avec Toti Dal Monte, Carmen avec Carlo Tagliabue, L'amore medico (en) de Wolf-Ferrari avec Margherita Carosio et La forza del destino avec Benvenuto Franci (it).
En 1930, il dirige Elektra de Strauss avec Maria Caniglia, Der Fliegende Holländer, Andrea Chénier, El Amor brujo, Gianni Schicchi avec sa sœur Mary Capuana et Le Comte Ory avec Gianna Pederzini (en).
En 1930, au Teatro San Carlo de Naples, il dirige la première de L'ultimo Lord de Franco Alfano avec Mafalda Favero (en) et Riccardo Stracciari et Adriana Lecouvreur.
En 1932, il dirige La serva padrona au Teatro San Carlo de Naples.
En 1935, au Teatro La Fenice de Venise, il dirige Norma avec Rosa Raisa (en), Tosca avec Giacomo Rimini (en), Baldo de Giovanni Ascanio Cicogna, Andrea Chénier avec Galliano Masini (en), La Gioconda avec Gina Cigna et La Wally.
En 1936, au Teatro Regio de Parme, il dirige Simon Boccanegra avec Carlo Galeffi (en), Lucia di Lammermoor, Tristan und Isolde avec Giovanni Voyer et Tosca avec Iva Pacetti (en) et Giovanni Malipiero (en).
En 1937, il dirige La samaritana de don Arnaldo Furlotti au Teatro Regio de Parme.
En 1937, il dirige  Judith  d'Arthur Honegger et La campana sommersa à Naples.
En 1937, à La Scala de Milan, il dirige Goyescas d'Enrique Granados avec Maria Carbone (it), Cloe Elmo (en) et Afro Poli.
En 1938, il effectue à La Scala, la création de Margherita da Cortona de Licinio Refice avec Tancredi Pasero et Proserpina de Renzo Bianchi avec Giuseppe Nessi (en); il dirige Martha avec Beniamino Gigli et Salvatore Baccaloni et Les Pêcheurs de perles avec Giuseppe Lugo (it).
En 1938, à Bergame, il dirige la première mondiale de Medusa (it) et Madame Butterfly avec Licia Albanese.
En 1938, aux Arènes de Vérone, il dirige La Bohème et en 1939 Rigoletto.
En 1940, il a dirigé la création de l'opéra de Ghedini La pulce d'oro au Teatro Carlo-Felice, avec Iris Adami Corradetti (it) et au Teatro Comunale de Bologne La fanciulla del West.
En 1941, à Parme, il dirige Luisa Miller avec Carla Castellani (it) et Enzo Mascherini, Rigoletto avec Mario Filippeschi, Il trovatore et Falstaff avec Sara Scuderi (en), Elvira Casazza (en) et Saturno Meletti (en).
Toujours en 1941, à Venise, il dirige Jenůfa de Leoš Janáček et Il trovatore avec Gabriella Gatti (en) et Ebe Stignani et en 1942 La traviata et Lucrezia avec Fedora Barbieri et Salome.
En 1941, de retour encore une fois à Bergame, il dirige la première mondiale de Jamanto de Barbara Giuranna avec Giacinto Prandelli et Le Barbier de Séville avec Gino Bechi.
En 1942, au Teatro Verdi de Trieste, il dirige Ariadne auf Naxos et à Bologne La forza del destino et Adriana Lecouvreur.
En 1943, à Trieste, il dirige L'Orfeo.
En 1943, au Teatro dell'Opera di Roma, il dirige Werther avec Tito Schipa.
En 1944, il dirige au Teatro dell'Opera di Roma, La Bohème avec Pia Tassinari (en), Ferruccio Tagliavini, Titta Ruffo et Italo Tajo, Aida avec Julius Noirs, Il trovatore, La forza del destino et Manon Lescaut avec Miriam Pirazzini.
En 1945, il dirige Rigoletto, La Traviata avec Adriana Guerrini (en), Cavalleria rusticana, 'Pagliacci et Madame Butterfly à Bologne.
En 1946, il dirige la première mondiale de Miseria e nobiltà de Jacopo Napoli (en) avec Paolo Silveri à Naples.
En 1946, il fait ses débuts au Royal Opera House, devenant le premier chef invité de la compagnie The Royal Opera, nouvellement constituée.
En 1947, à Venise, il dirige Tosca avec Renata Tebaldi et Arrigo Pola (en) et La vedova scaltra (en) d'Ermanno Wolf-Ferrari et à la Scala Manon avec Cesare Siepi et Il trittico avec Clara Petrella et Gino Sinimberghi.
En 1948, à la Scala, il dirige La Bohème avec Francesco Albanese, Turandot avec Gino Penno (en), Iris (opéra), Louise, Daphnis et Chloé, La Valse de Maurice Ravel et L'amore dei tre re avec Nicola Rossi-Lemeni, à Bergame La Favorite avec Giulietta Simionato et Gianni Poggi et Betly avec Piero Guelfi (it), à Bologne Un ballo in maschera et au Teatro Comunale de Florence Carmen avec Rolando Panerai et Aida avec Ugo Novelli (it).
De 1949 à 1952, il a été directeur musical de La Scala où, en 1949 il dirige La favorita, Lucia di Lammermoor avec Gino Del Signore, la première de Regina Uliva de Giulio Cesare Sonzogno avec Jolanda Giadino, Giuseppe Taddei et Enrico Campi (it) et I puritani et à Bologne Norma avec Mirto Picchi (en).
En 1950, à la Scala, il dirige Lodoïska avec Fernando Corena, Moïse et Pharaon avec Simionato, Francesca da Rimini, Don Pasquale avec Alda Noni et Aida avec Aldo Protti, Mario Del Monaco, Siepi, le Barbiers et Tebaldi.
En 1951, , il dirige à la Scala, Oberto, conte di San Bonifacio, La buona figliuola (en) avec Lina Aimaro (it), Rosanna Carter et Sesto Bruscantini, Lucrezia Borgia avec Catherine Mancini et Mario Carlin (it), Werther avec Paul Montarsolo, Simionato et Ilva Ligabue, Un ballo in maschera avec Jussi Björling et L'hôtellerie portugaise (en)
En 1951, à Parme, il dirige Ernani avec Giangiacomo Guelfi et Giorgio Tozzi et Don Carlos avec Elena Nicolai (en) et à Londres La Bohème.
Au Royal Opera House, Covent Garden à Londres en 1951, il dirige Rigoletto, La Bohème, Tosca et Il Trovatore et en 1952 Madama Butterfly.
En 1952, à Rome, il dirige Der Freischütz avec Simionato et Boris Christoff, Otello avec Ramón Vinay et le Mosè de Lorenzo Perosi et dans la cour du Palais des Doges le Mosè de Perosi.
En 1953, au Wiener Staatsoper, il dirige Aida et Un ballo in maschera avec Walter Berry et à Rome Falstaff avec Antonietta Stella et Agostino Lazzari (it).
En 1954, à Venise, il dirige Don Carlos avec Christoff et à Rome Lohengrin avec Anselmo Colzani.
En 1955, à Gênes, il dirige Der Rosenkavalier avec Maria Verna Curtis (en), à Rome La Damnation de Faust avec Mario Petri et Pline Clabassi, au Teatro Nuovo à Turin Les Vêpres siciliennes avec Ugo Savarese (en) et Götterdämmerungavec Christoff, aux Thermes de Caracalla à Rome Poliuto avec Giacomo Lauri-Volpi, à Venise le Concerto pour violon nº 3 de Mozart et le Concerto pour violon op. 64 de Mendelssohn avec Isaac Stern, la Symphonie nº 8 de Beethoven et à Lausanne La Bohème et Tosca avec Gigliola Frazzoni (en).
En 1956, à Rome, il dirige Macbeth avec Tito Gobbi et La Dame de pique avec Sena Jurinac et 1957 Orphée et Eurydice. En 1957, il dirige à Bologne Nabucco avec Gastone Limarilli (it), Dino Dondi (it), Ivo Vinco (en) et Antonio Zerbini (it) et à Naples Nerone (Boito) avec Adriana Lazzarini (it).
En 1958, à Rome, il dirige Boris Godounov avec Sergio Tedesco (it) et Christoff et les Dialogues des carmélites avec Gabriella Tucci, Elisabetta Barbato (en) et Magda Olivero, au Teatro Nuovo à Turin I due Foscari avec Leyla Gencer, au Teatro Comunale dei Rinnovati de Sienne Il furioso all'isola di San Domingo (en) avec Nicola Filacuridi, à Lausanne Un ballo in maschera avec Carlo Bergonzi et  Rigoletto  avec Renata Scotto et à Bologne Il trovatore avec Franco Corelli et La fanciulla del West.
En 1959, à Rome, il dirige Moïse et Pharaon , à Venise La resurrezione di Cristo de Perosi dans Scuola Grande de San Rocco et La battaglia di Legnano avec Pier Miranda Ferraro (en), à Bergame La Khovanchtchina et à Bologne Lohengrin.
En 1960, à Rome dirige La Wally avec Alfredo Mariotti (it), The Medium, Salome et La Légende de la ville invisible de Kitège et de la demoiselle Fevronia et au Teatro della Pergola de Florence Éliza et L'italiana in Algeri avec Nicola Monti.
En 1961, à Bologne, il dirige Francesca da Rimini de Zandonai avec Marcella Pobbé, au Teatro Nuovo de Turin Un ballo in maschera avec Ettore Bastianini et à Florence Il mercante di Venezia de Mario Castelnuovo-Tedesco avec Renato Capecchi et Lino Puglisi (it).
En 1962, au Teatro Nuovo de Turin, il dirige Faust avec Flaviano Labò (en) et Adriana Lecouvreur avec Tebaldi, Fiorenza Cossotto et Giuseppe Valdengo et en 1963 I puritani avec Virginia Zeani, Alfredo Kraus et Piero Cappuccilli et La Dame de pique avec Giuseppe Campora.
En 1963, à Rome, il dirige Samson et Dalila avec Del Monaco et Simionato et La Cenerentola, à Parme Macbeth avec Bruno Prevedi et en 1964 à la Piccola Scala (it) Miseria e nobiltà avec Mariella Adani (it), Ugo Benelli (it) et Giorgio Tadeo (it), aux Arènes de Vérone Mefistofele avec Nicolaï Ghiaurov, Bergonzi et Tucci et Ariadne auf Naxos au Teatro Politeama Margherita de Gênes et à Trieste.
En 1966, dans les Arènes de Vérone, il dirige Aida avec Cossotto, Bergonzi et Bonaldo Giaiotti (it) et au Teatro Nuovo de Turin Macbeth avec Daniele Barioni (en) et Agostino Ferrin (it) et La sonnambula.
En 1967, à Rome, il dirige Alzira avec Gianfranco Cecchele, Cornell MacNeil et Carlo Cava, à Naples Saffo avec Franca Mattiucci (it) et Louis Quilico, dans la cour du Palais Pitti à Florence Il pirata avec Montserrat Caballé et dans les Arènes de Vérone La forza del destino.
En 1969, en janvier, à Venise, il dirige Mefistofele avec Maria Chiara (it) et Oslavio Di Credico (it), en mars au Teatro Nuovo à Turin Alceste et le 10 décembre, il meurt à l'âge de 75 ans, en dirigeant une représentation de Mosè in Egitto de Rossini au Teatro San Carlo de Naples.

## Enregistrements importants
- Vincenzo Bellini - La sonnambula - Lina Pagliughi, Ferruccio Tagliavini, Cesare Siepi, Anna Maria Anelli, Wanda Ruggeri - Chœur & Orchestre de la RAI Turin (Warner-Fonit, 1952)
- Giuseppe Verdi - Otello - Carlos Guichandut, Cesy Broggini, Giuseppe Taddei - Chœur & Orchestre de la RAI Turin (Warner-Fonit, 1955)
- Giacomo Puccini - La fanciulla del West - Renata Tebaldi, Mario del Monaco, Cornell MacNeil, Piero de Palma, Giorgio Tozzi - Chœur & Orchestre de l'Accademia di Santa Cecilia (Decca, 1958)
- Francesco Cilea - Adriana Lecouvreur - Renata Tebaldi, Mario Del Monaco, Giulietta Simionato, Giulio Fioravanti - Chœur & Orchestre de l'Accademia di Santa Cecilia (Decca, 1961)
- Giuseppe Verdi - Aida, Arena di Verona 9 Agosoto 1966; Leyla Gencer (soprano), Carlo Bergonzi (ténor), Fiorenza Cossotto (mezzo), Anselmo Colzani (baryton).

## Source
- (en)/(it) Cet article est partiellement ou en totalité issu des articles intitulés en anglais « Franco Capuana » (voir la liste des auteurs) et en italien « Franco Capuana » (voir la liste des auteurs).